# Rabano
Rabano  è un nome proprio di persona italiano maschile.

## Varianti in altre lingue
- Catalano: Raban[2]
- Germanico: Hraban[3], Hrabhan[1], Raban[4]
- Inglese: Raven[4]
  - Femminili: Raven[4]
- Islandese: Hrafn[4]
- Latino: Rabanus[1]
- Spagnolo: Rabán[2]

## Origine e diffusione

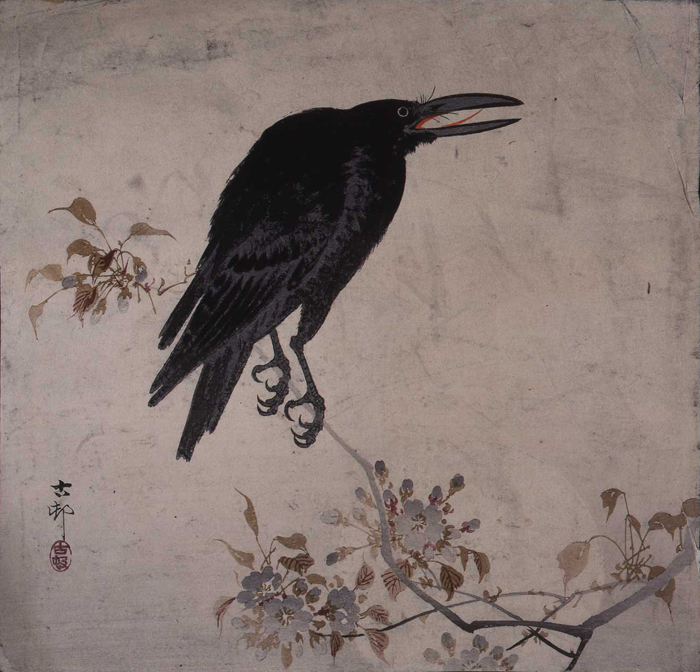
Un corvo in un'illustrazione di un ignoto artista giapponese

Rabano, assieme alle varianti sopra elencate, costituisce una famiglia di nomi con origine comune, ma dalla storia onomastica ramificata. La radice comune a tutti è il proto-germanico *khrabanaz, indicante il corvo (lo stesso animali a cui si ispirano i nomi Rocco, Brenno e Vasco), derivante a sua volta da un lemma protoindoeuropeo di origine onomatopeica, imitativo di un suono gracchiante o stridulo. Da *khrabanaz discende, in primo luogo, il termine germanico hraban, piuttosto comune nell'onomastica germanica: esso è presente all'interno di nomi composti quali Volframo, Beltramo, Gontrano ed Enguerrand, ma era usato anche singolarmente; da Hraban, tramite il latino Rabanus, discende direttamente il tipo base "Rabano", che venne portato da san Rabano Mauro, al cui culto si deve la diffusione del nome in Italia, peraltro scarsissima.
Altro discendente di *khrabanaz è il norreno hrafn, il cui uso come nome proprio è documentato tra l'altro dalla pietra runica di Järsberg, in Svezia, risalente al VI secolo; da esso deriva direttamente il nome islandese moderno Hrafn. Infine c'è anche il corrispondente termine inglese antico, attestato come hræfn in merciano e hrefn o hræfn in northumbriano e sassone occidentale, mutato poi in ræfen, refen e quindi in raven in inglese moderno; Hræfn era usato come nome in Gran Bretagna (assieme al corrispettivo norreno) prima della conquista normanna, ma l'uso di Raven come nome proprio è documentato solo dall'inizio del XVIII secolo, in parte come ripresa dell'omonimo cognome (a sua volta derivato dal nome inglese antico), e in parte tratto direttamente dal nome dell'animale.

## Onomastico
L'onomastico ricorre il 4 febbraio in memoria di san Rabano Mauro, abate di Fulda e arcivescovo di Magonza.

## Persone
- Rabano Mauro, religioso e teologo tedesco

### Varianti maschili
- Raven Barber, cestista statunitense
- Raban Bieling, attore tedesco
- Raven Grimassi, scrittore statunitense
- Hrafn Gunnlaugsson, regista e sceneggiatore islandese
- Raven Klaasen, tennista sudafricano

### Variante femminile Raven

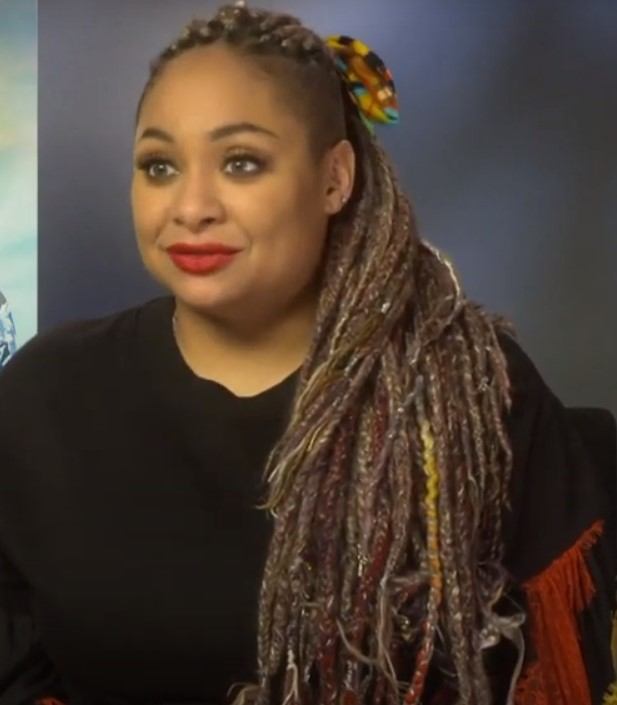
Raven-Symoné

- Raven-Symoné, attrice, cantante, ballerina e modella statunitense
- Raven Alexis, attrice pornografica statunitense
- Raven De La Croix, attrice, costumista, ballerina e produttrice statunitense
- Raven Goodwin, attrice statunitense
- Raven Saunders, pesista statunitense

## Il nome nelle arti
- Raven è un personaggio del cartone Team Titans e Teen Titans Go, nella versione italiana è rinominata Corvina.
- Raven Baxter è un personaggio della serie televisiva Raven.
- Raven Branwen è un personaggio della webserie RWBY.
- Raven è un personaggio della serie televisiva The 100.